# Anna DeForge
Anna Louise DeForge (Iron Mountain, 14 aprile 1976) è un'ex cestista statunitense naturalizzata montenegrina, professionista nella ABL e nella WNBA.

## Carriera
Con il Montenegro ha disputato due edizioni dei Campionati europei (2011, 2013).

## Palmarès
- Campionessa NWBL (2004)
- NWBL Most Valuable Player (2004)
- Miglior marcatrice NWBL (2004)